# Ештрела ді Кантаньєш
Ештрела ді Кантаньєш Футебул Клубе або Ештрела ді Кантаньєш (порт. Estrela de Cantanhez Futebol Clube) — професіональний футбольний клуб з Гвінеї Бісау, який базується в столиці країни — місті Кубукаре.

## Історія
Заснований у місті Кубукаре і, незважаючи на те, що клуб ні разу не грав в національному чемпіонаті Гвінеї-Бісау, він увійшов в історію, ставши першим клубом з третього дивізіону, що виграв Національний кубок Гвінеї-Бісау в 2013 році після перемоги над Тігреш ді Фронтейра, також на той час представником Третього дивізіону Національного Чемпіонату Гвінеї-Бісау, з рахунком 3:1 в серії післяматчевих пенальті (оскільки основний час завершився з рахунком 1:1).
На міжнародному рівні вони отримали право для участі в першому раунді континентального турніру, Кубку конфедерації КАФ 2014 року, в якому вони повинні були зустрітися з представником Ліберії з клубом ФК «Червоні Леви», але клуб покинув турнір в попередньому раунді.

## Досягнення
- Кубок Гвінеї-Бісау
  -  Володар (1): 2013

- Суперкубок Гвінеї-Бісау:
  -  Фіналіст (1): 2013

## Статистика виступів у континентальних турнірах КАФ
- Кубок конфедерації КАФ: 1 участь

2014 — покинув попередній раунд